# 莫纳斯特尔卡河
莫纳斯特尔卡河（俄语：Река Монастырка）是滨海边疆区达尔涅戈尔斯克城区的河流，源起锡霍特山脉达尔涅戈尔斯克山口东坡，长23公里，流域面积144平方公里，注入矿石河。

## 引用
1. ↑  А·П·穆拉诺夫. . 列宁格勒: 气象出版社. 1966 （俄语）.
2. ↑  . 列宁格勒: 气象出版社 （俄语）.
3. ↑  Т·А·基谢尔科瓦娅. . 列宁格勒: 气象出版社. 1977 （俄语）.
4. ↑  . 国家水登记处.   [2024-01-02]. （原始内容存档于2024-01-02） （俄语）.